# Białystok (stacja kolejowa)
Białystok – główna i największa węzłowa stacja kolejowa w Białymstoku, w województwie podlaskim w Polsce. Dworzec kolejowy zlokalizowany jest przy ulicy Kolejowej 11 na osiedlu Młodych.
Według klasyfikacji PKP ma kategorię Dworca Wojewódzkiego.

## Ruch pasażerski
| Rok  | Wymiana roczna | Wymiana pasażerska na dobę | Miejsce w Polsce |
| ---- | -------------- | -------------------------- | ---------------- |
| 2017 | 2 370 000      | 6500                       | 37               |
| 2018 | 2 480 000      | 6800                       | 33               |
| 2019 | 2 660 000      | 7300                       | 35               |
| 2020 | 1 610 000      | 4400                       | 36               |
| 2021 | 1 790 000      | 4900                       | 41               |
| 2022 | 2 372 500      | 6500                       | 51               |
| 2023 | 2 628 000      | 7200                       |                  |

## Charakterystyka
Jest głównym węzłem kolejowym województwa podlaskiego. Przez stację przebiega międzynarodowa linia kolejowa Warszawa – Białystok – Wilno – Petersburg, która jest częścią tzw. Rail Baltica.
Stacja posiada budynek dworcowy, kasy biletowe i biletomat, cztery zadaszone perony (hala peronowa i wiata), dwa przejścia podziemne, wieżę wodną, dawniej także górkę rozrządową. Łączna długość torów stacji Białystok wynosi 42 km. Była największą stacją kolejową w Polsce z sygnalizacją kształtową. Ruch kolejowym na stacji prowadzony jest przez nastawnię dysponującą "Bł", w której funkcjonuje Lokalne Centrum Sterowania.

## Historia

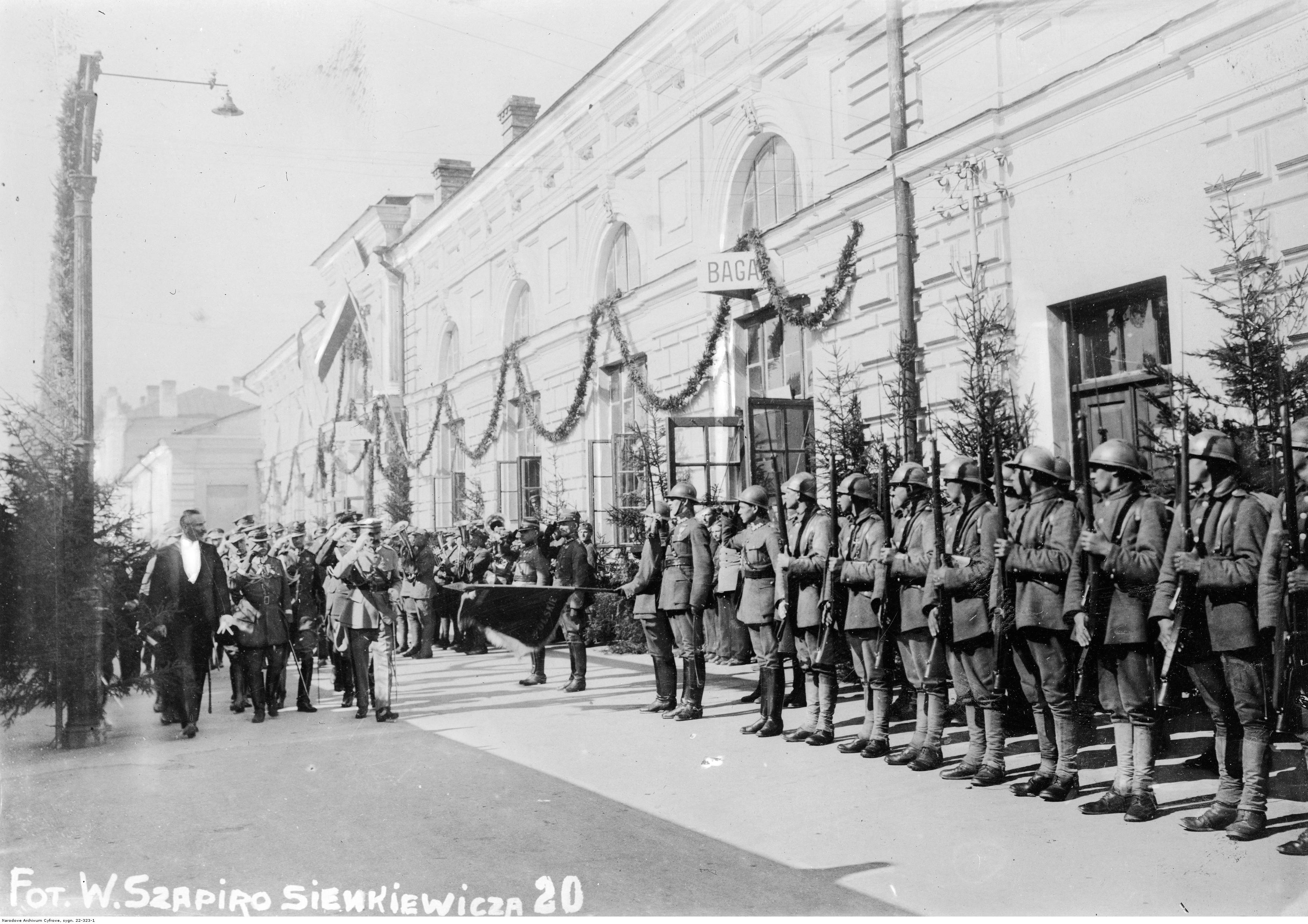
Wizyta Naczelnika Państwa w Białymstoku w 1921

Budynek dworca powstał podczas budowy linii warszawsko-petersburskiej w 1861 roku. Pierwszy pociąg osobowy, przemierzający całą trasę z Warszawy do Petersburga, przyjechał do Białegostoku we wrześniu 1862 roku. Zwiększająca się liczba przewozów pod koniec XIX w. sprawiła, że dworzec rozbudowano. Podczas I wojny światowej budynek został spalony przez wycofujące się wojska rosyjskie. Po zakończeniu działań wojennych dworzec odbudowano.
Podczas II wojny światowej dworzec został zbombardowany. Nie odzyskał już dawnej świetności mimo powojennej odbudowy i późniejszych remontów.
W tutejszej parowozowni w sierpniu 1977 stacjonowały lokomotywy serii OKl27, Ol49, Ty2, Ty45 i Pt47.
W 1989 roku PKP rozpoczęły prace modernizacyjne dworca, które potrwały 14 lat. Odnowiony budynek dworca został oficjalnie otwarty 28 listopada 2003. Według rankingu Gazety Wyborczej z 2008 r. dworzec PKP w Białymstoku został uznany za najpiękniejszy dworzec w Polsce, na drugim miejscu był obiekt w Lublinie, a na trzecim w Częstochowie. Białostocki budynek otrzymał 71 punktów na 100 możliwych.
8 listopada 2010 roku na stacji doszło do poważnego wypadku kolejowego.
22 października 2018 PKP podpisały z Budimexem umowę na kompleksową przebudowę dworca kolejowego wraz z placem przydworcowym. Na początku listopada rozpoczęły się prace budowlane, a 4 stycznia uruchomiono kontenerowy dworzec tymczasowy. Dworzec po remoncie oddano do użytku 1 października 2020 roku.
28 lipca 2021 roku dworzec otrzymał imię Danuty Siedzikówny „Inki”.

## Linie kolejowe

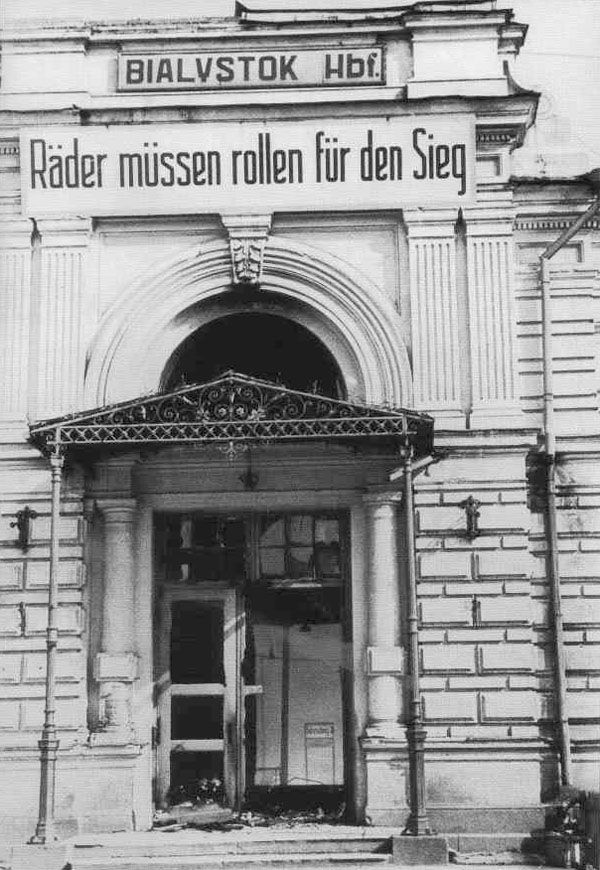
Zniszczony dworzec w trakcie niemieckiej okupacji w 1944 po sowieckim bombardowaniu

- 6 Zielonka – Białystok – Kuźnica Białostocka, długość: 220,2 km; otwarcie linii: 18 maja 1862 (jednotorowa linia szerokotorowa o prześwicie 1524 mm), zmiana szlaku na normalnotorowy: 1918, elektryfikacja: 23 marca 1952 – 10 września 1986[14]
- 38 Białystok – Ełk – Korsze – Głomno, długość: 235,1 km; budowa: 1866-1872; otwarcie linii: styczeń 1873; (2-torowa na 103 km odcinku Białystok – Ełk tylko do początku 1945), odcinek do Ełku zelektryfikowana w grudniu 1990, od czerwca 2002 przewozy pasażerskie odbywają się tylko na 202 km odcinku Białystok – Korsze[15]
- 32 Czeremcha – Białystok, długość: 76,1 km; otwarcie linii: styczeń 1874 (2-torowa tylko do zakończenia II wojny światowej), nie zelektryfikowana[16]
- 37 Białystok – Zubki Białostockie, długość: 47,1 km; otwarcie linii: 5 grudnia 1886 (1-torowa na całej linii), nie zelektryfikowana, sezonowy ruch pasażerski na odcinku Białystok-Waliły reaktywowany 2 lipca 2016 roku[17], ruch towarowy wyłącznie na odcinku Białystok – Białystok Fabryczny, do 10 grudnia 2012 roku również na odcinku Białystok Fabryczny – Waliły.
- 515 Białystok – Białystok Starosielce, długość: 1,915 km. Czynna w ruchu pasażerskim i towarowym.
- 516 Białystok R7 - Białystok Starosielce, długość 1,916. Nieczynna w ruchu pasażerskim i towarowym.
- 556 Białystok R602 – Białystok R41, linia czynna w ruchu towarowym.
- 836 Białystok R23 – Białystok R197, Częściowo używana do jazd manewrowych w stacji, obsługi grupy torów 21-31 oraz dojazdu do punktów PKP Cargo i POLREGIO.
- 837 Białystok R32 – Białystok R126, linia czynna w ruchu towarowym

## Perony
Na stacji Białystok znajdują się 4 perony:
- Peron 1 (częściowo wyspowy) – czynny;
- Peron 2 (wyspowy) – czynny;
- Peron 3 (wyspowy) – czynny;
- Peron 4 (jednokrawędziowy) – czynny

## Otoczenie

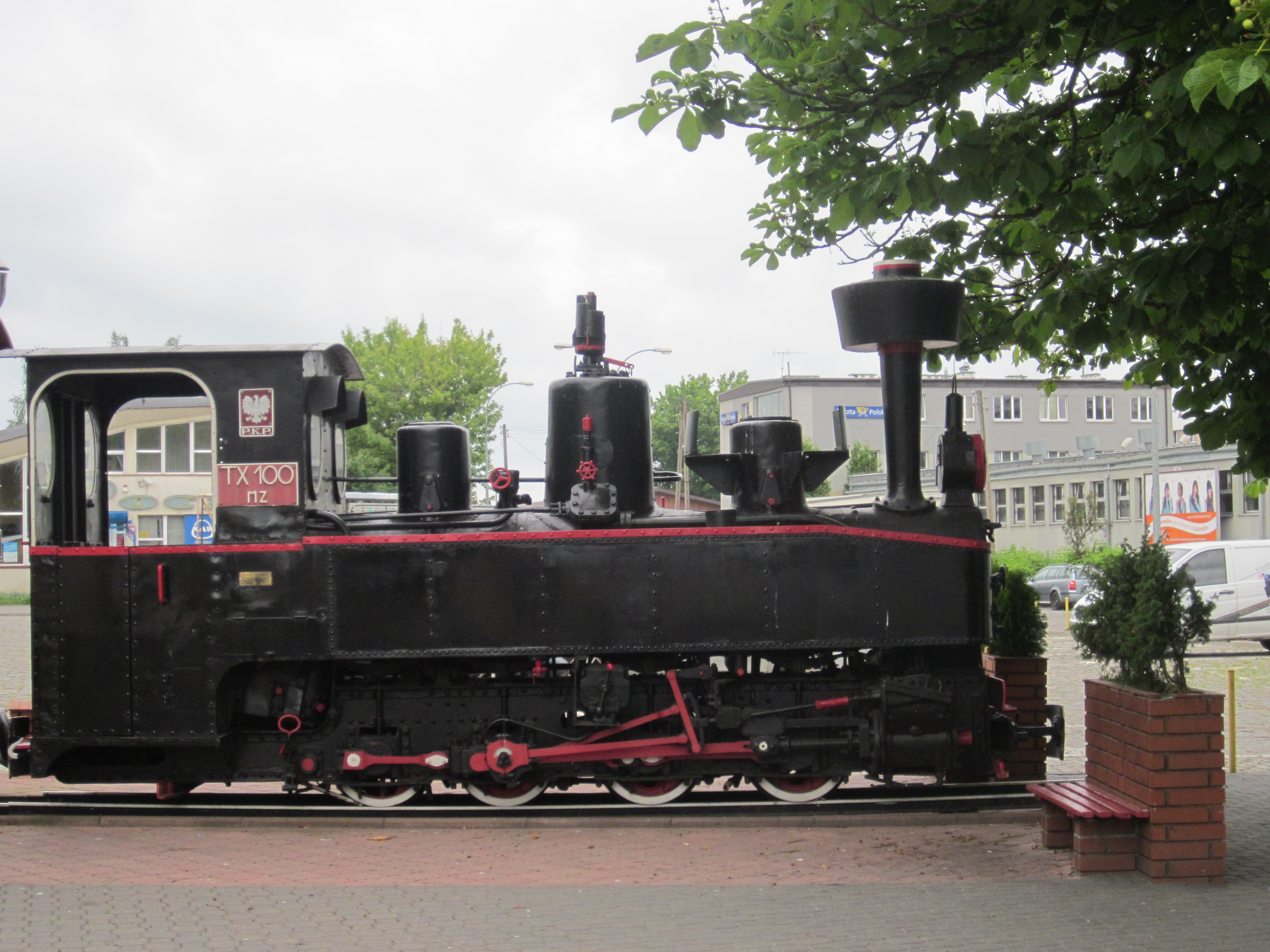
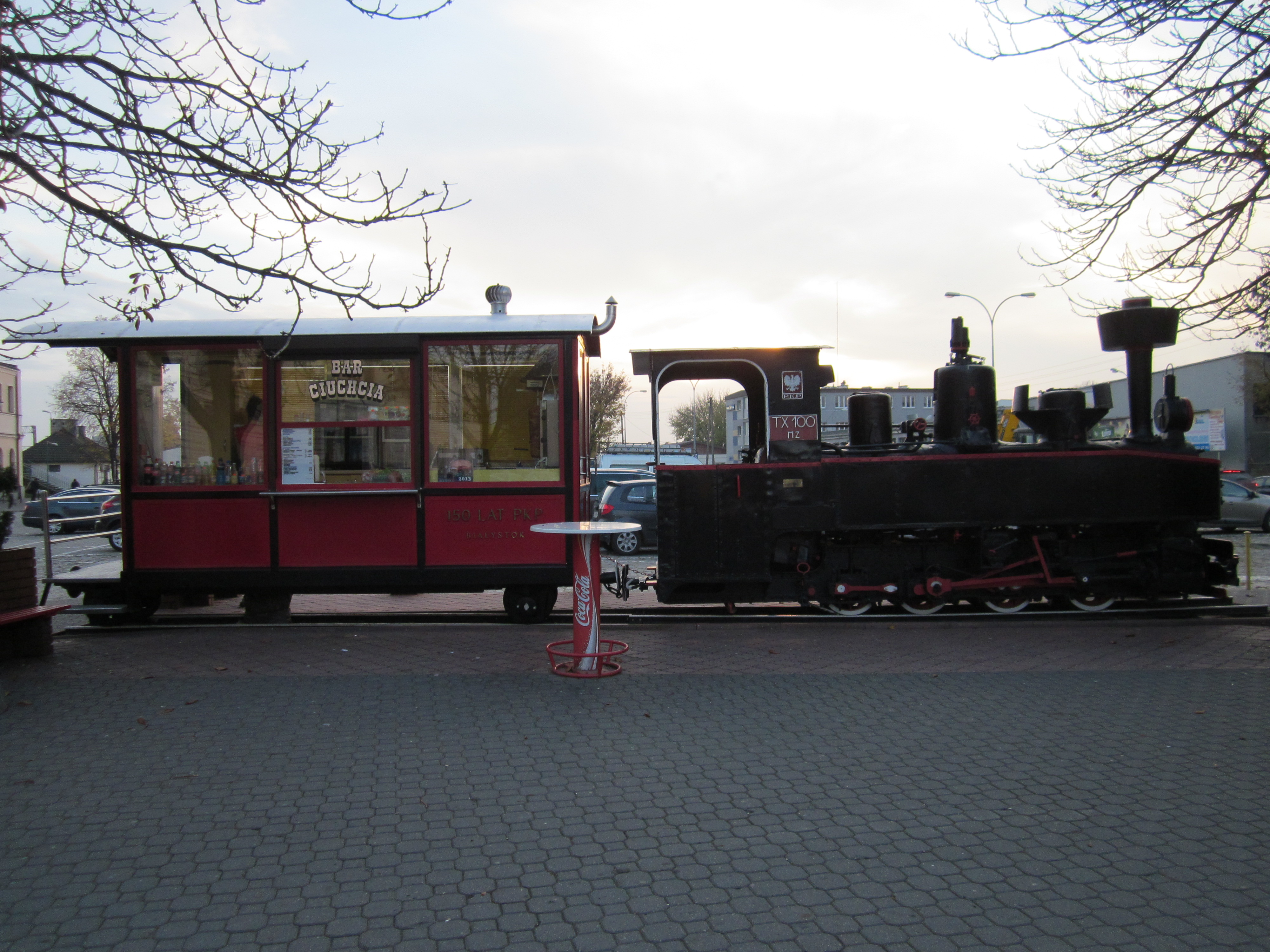
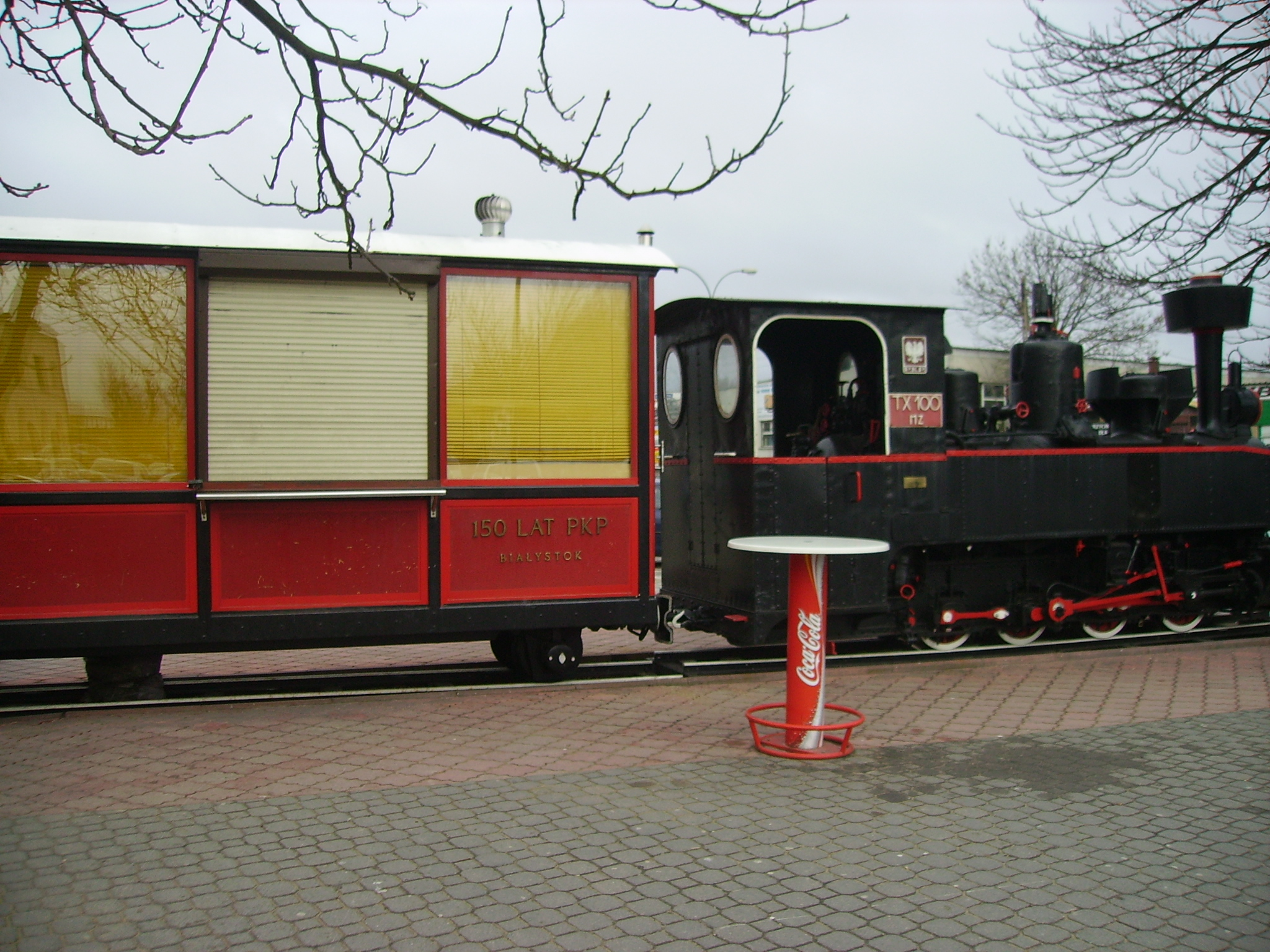
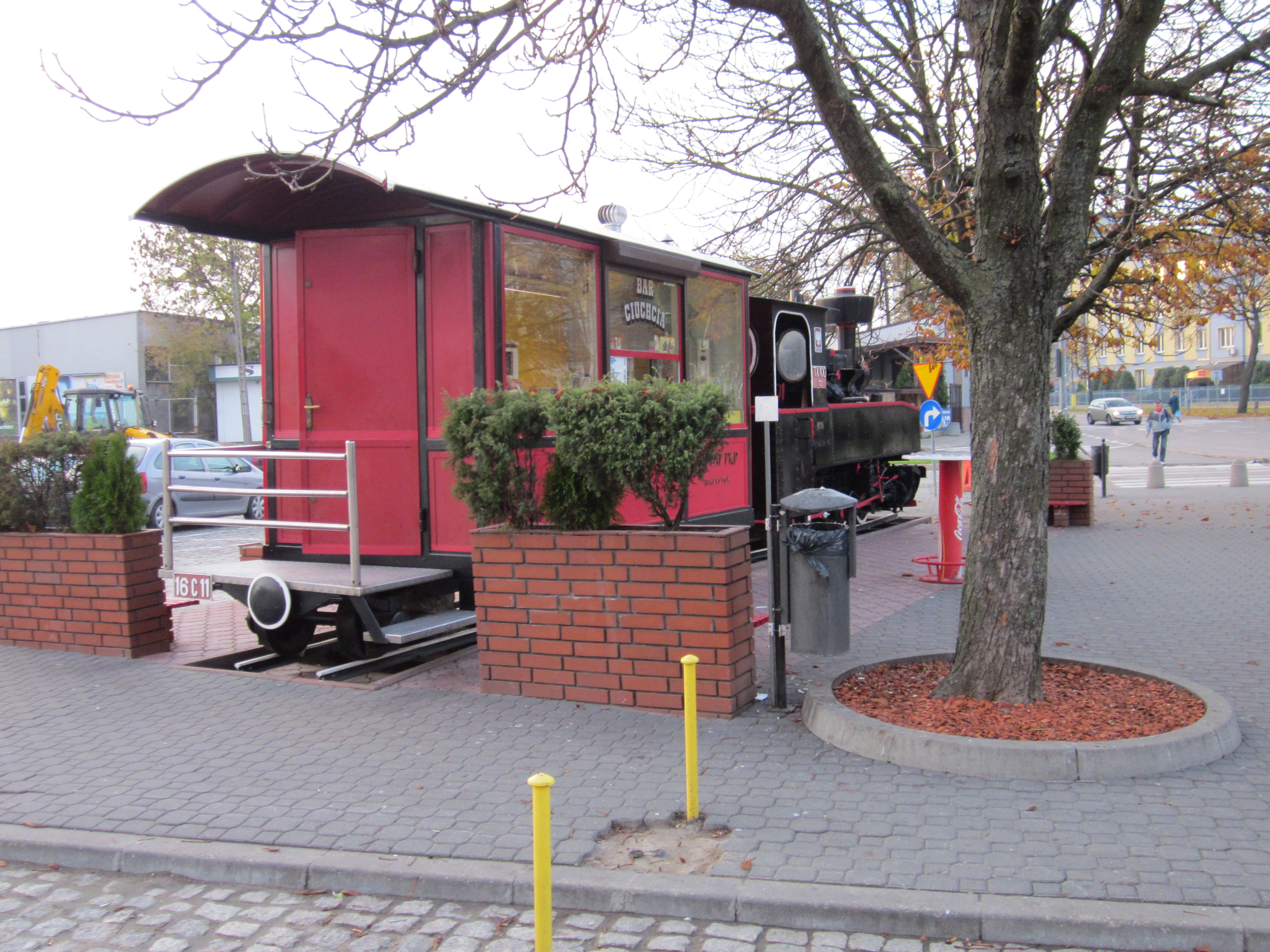

W pobliżu dworca kolejowego znajduje się dworzec autobusowy, urząd pocztowy, przystanki komunikacji miejskiej i regionalnej, bazar „Madro” oraz sklepy spożywcze i kioski.
Od 1995 roku do 17 kwietnia 2018 roku przed budynkiem dworca stał wąskotorowy parowóz Borsig Brigadelok Tx201 (HF) o numerze fabrycznym 10312 wraz z wagonem na tor o szerokości 600 mm. W wagonie istniał "Bar Ciuchcia". Tabor został przewieziony i ustawiony w Prostkach.

### Dojazd do dworca
- autobusami komunikacji miejskiej: 1, 2, 4, 10, 11, 14, 18, 21, 29, 103[20].
- rowerem miejskim Białostockiej Komunikacji Rowerowej BikeR – stacja 8517 Kolejowa/PKP

## Galeria

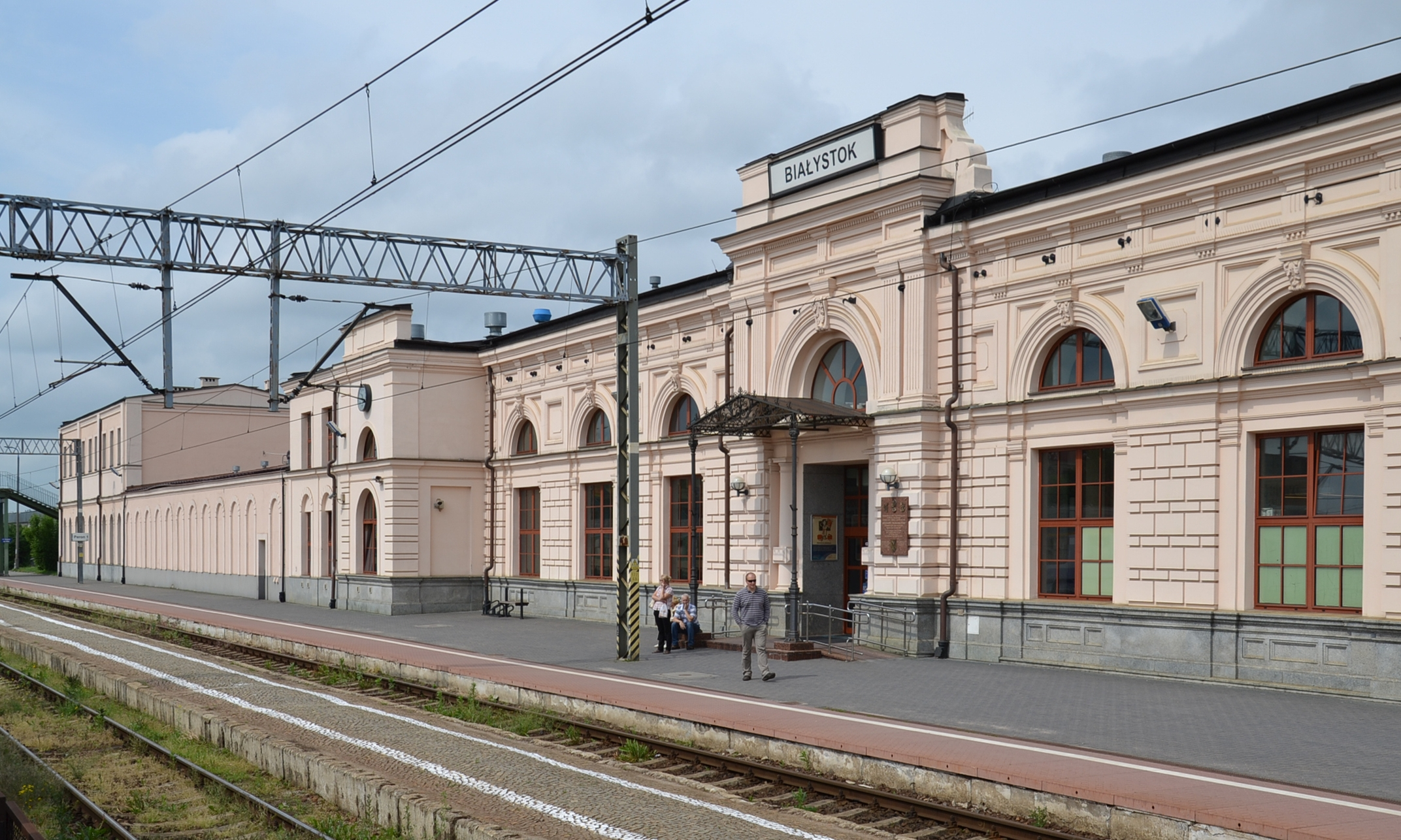
Dworzec
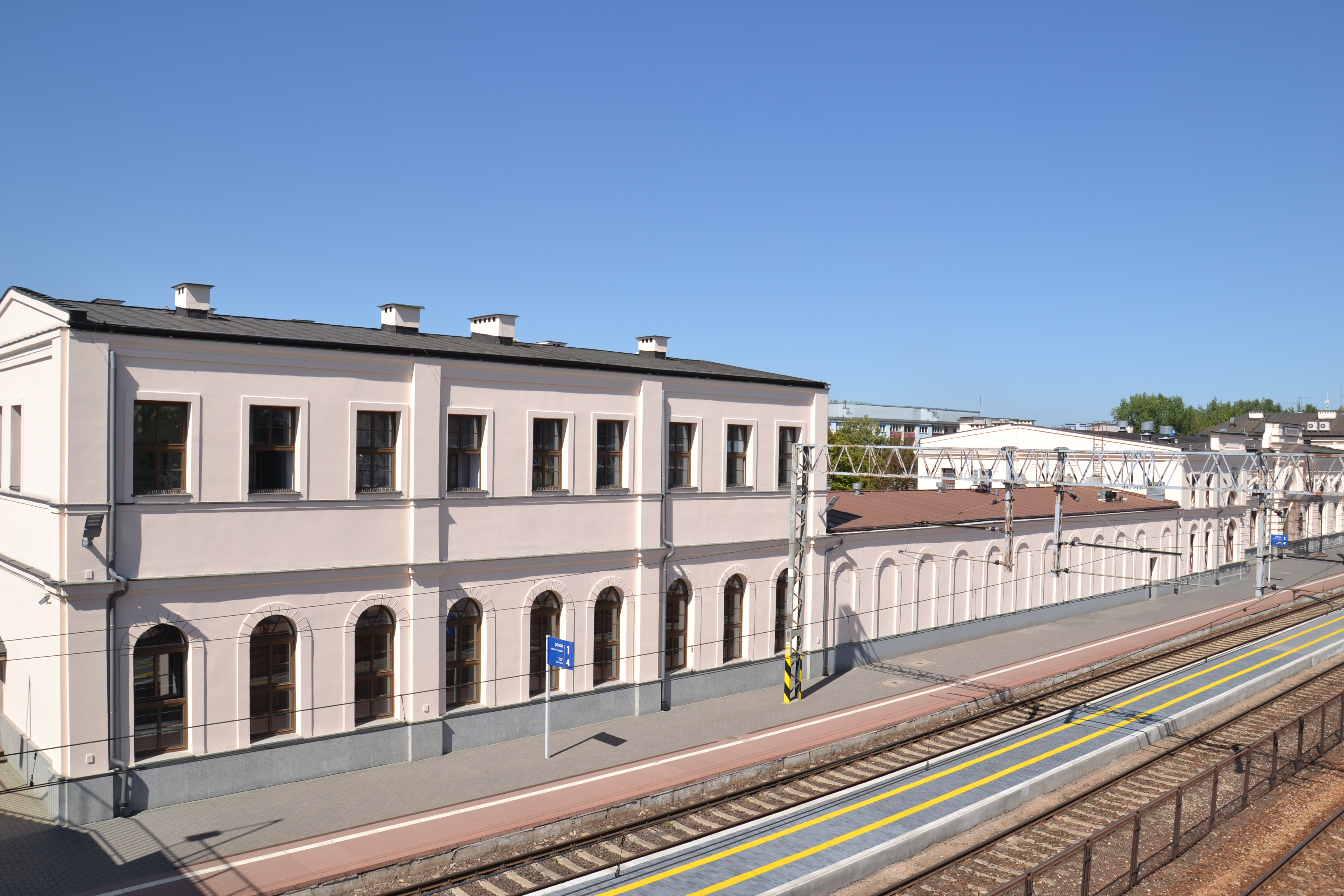
Dworzec od strony peronów
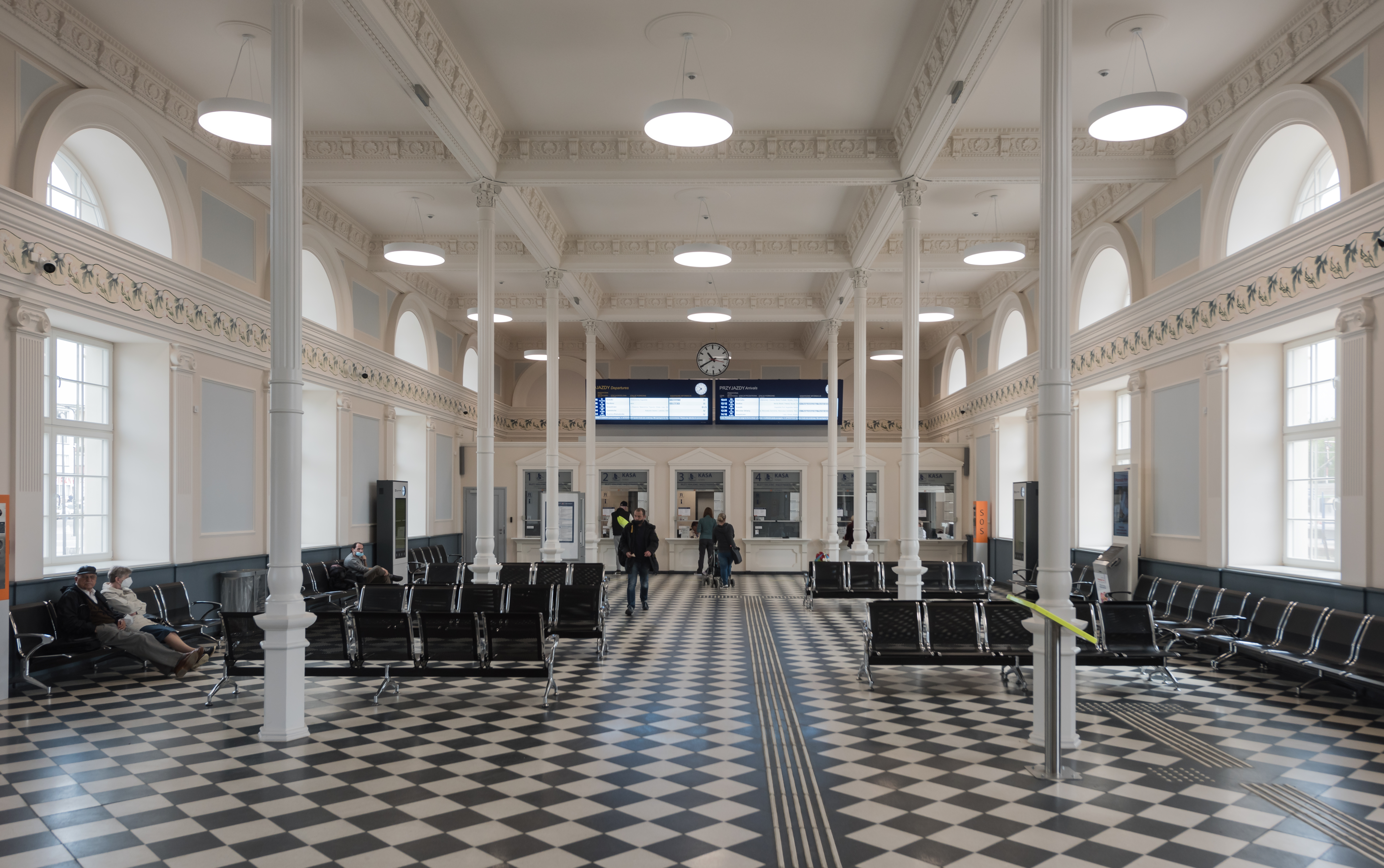
Wnętrze po przebudowie (2021)
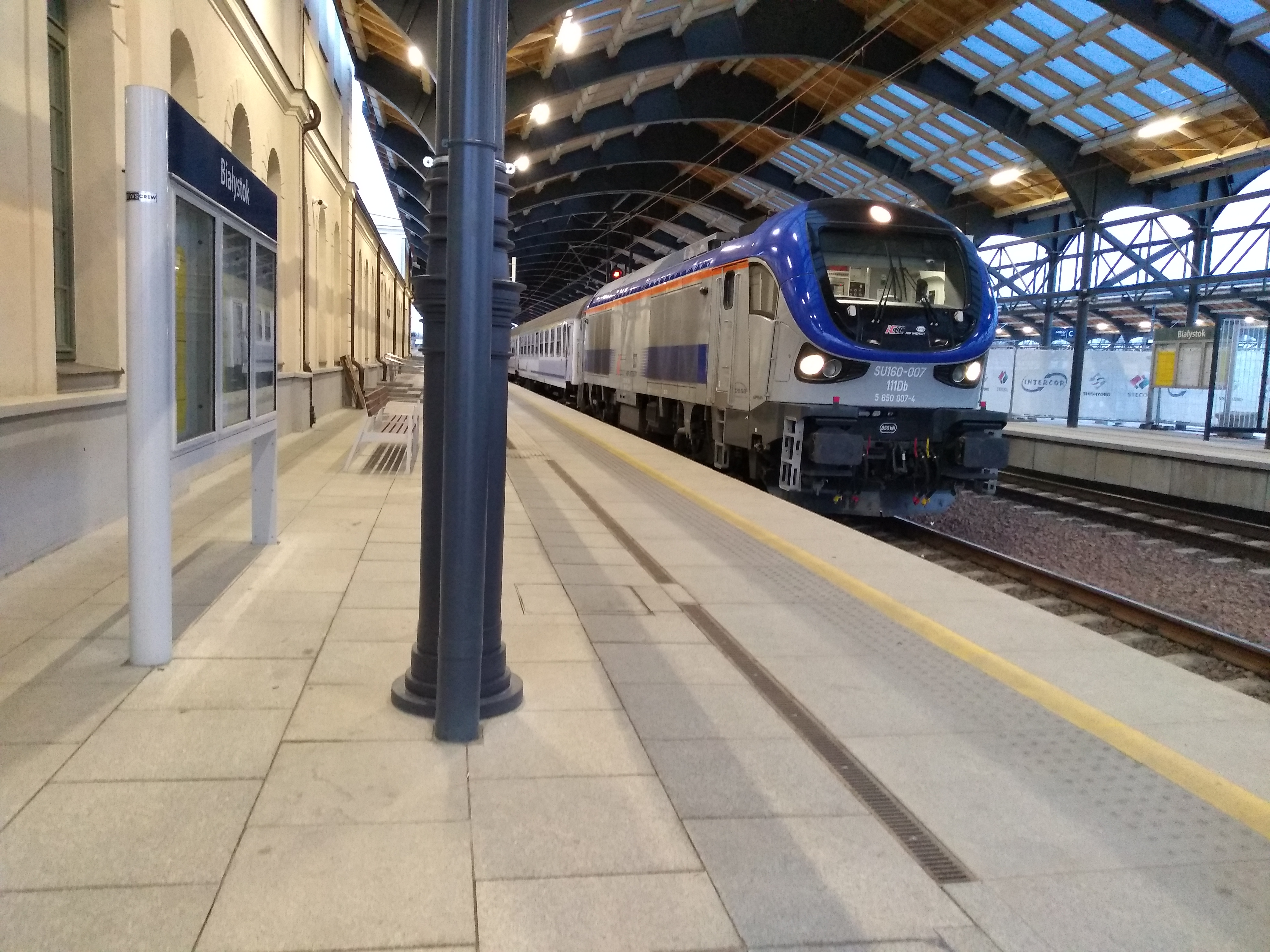
Perony podczas przebudowy (2024)
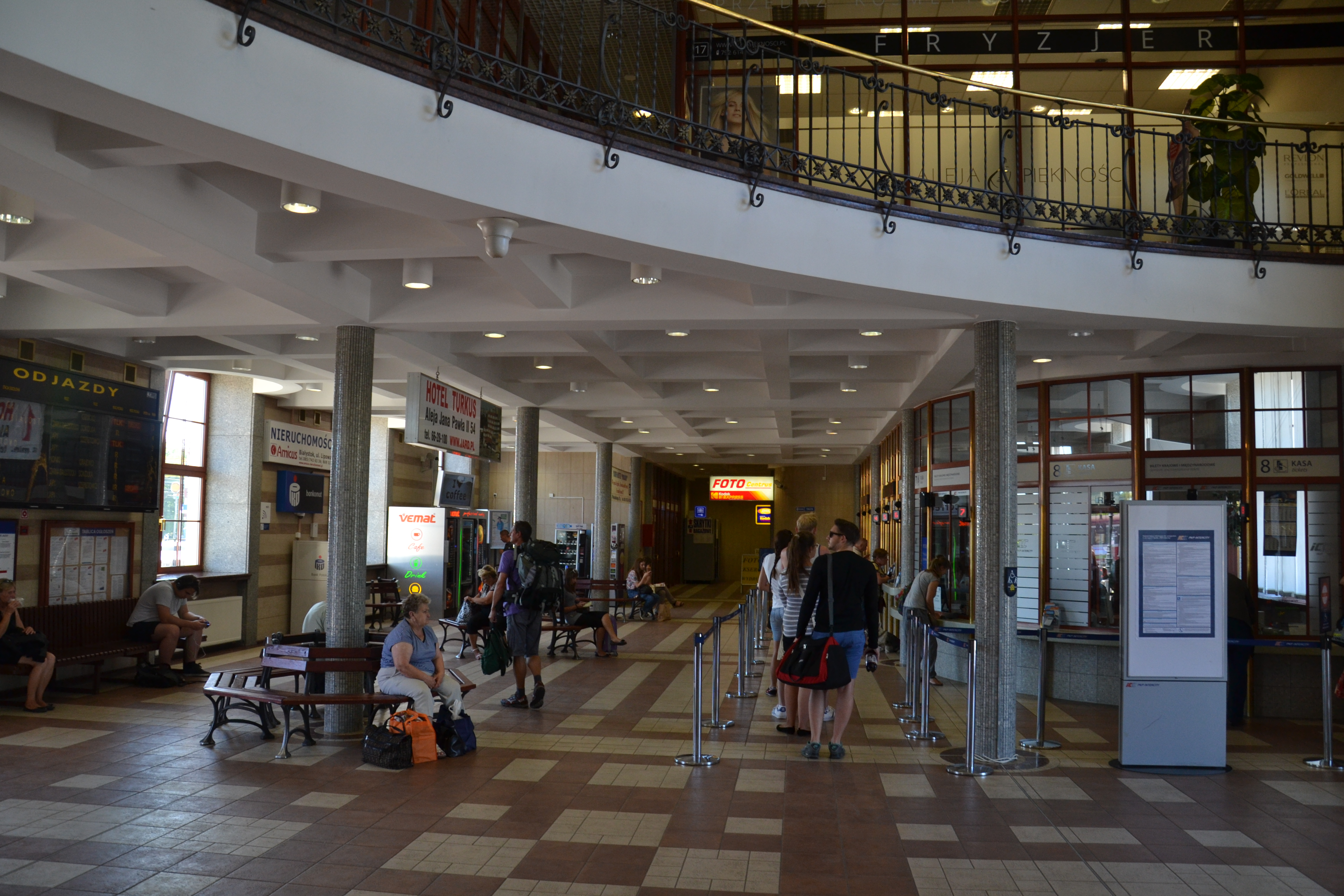
Wnętrze z antresolą przed przebudową
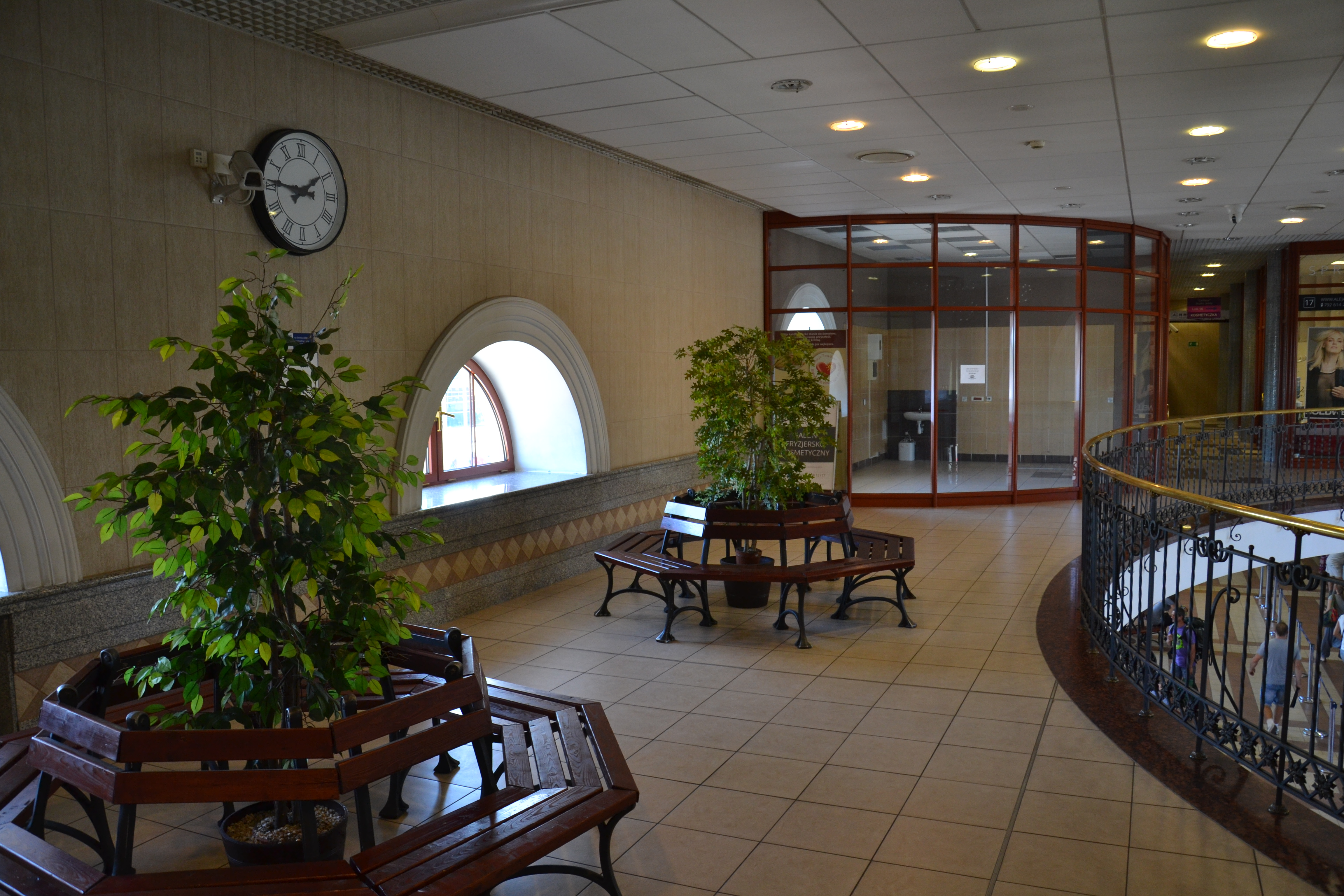
Poczekalnia na antresoli przed przebudową
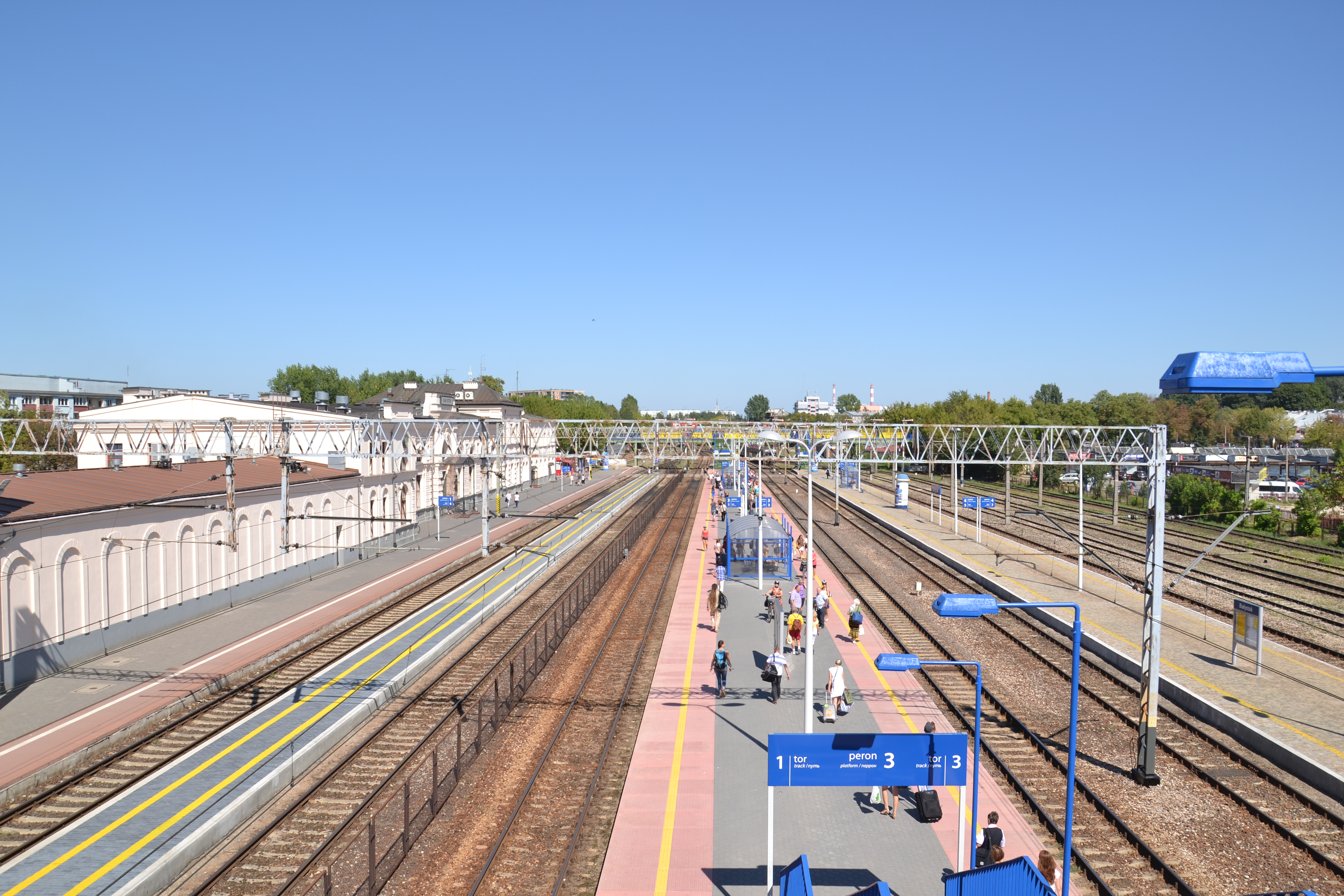
Widok na perony stacji Białystok
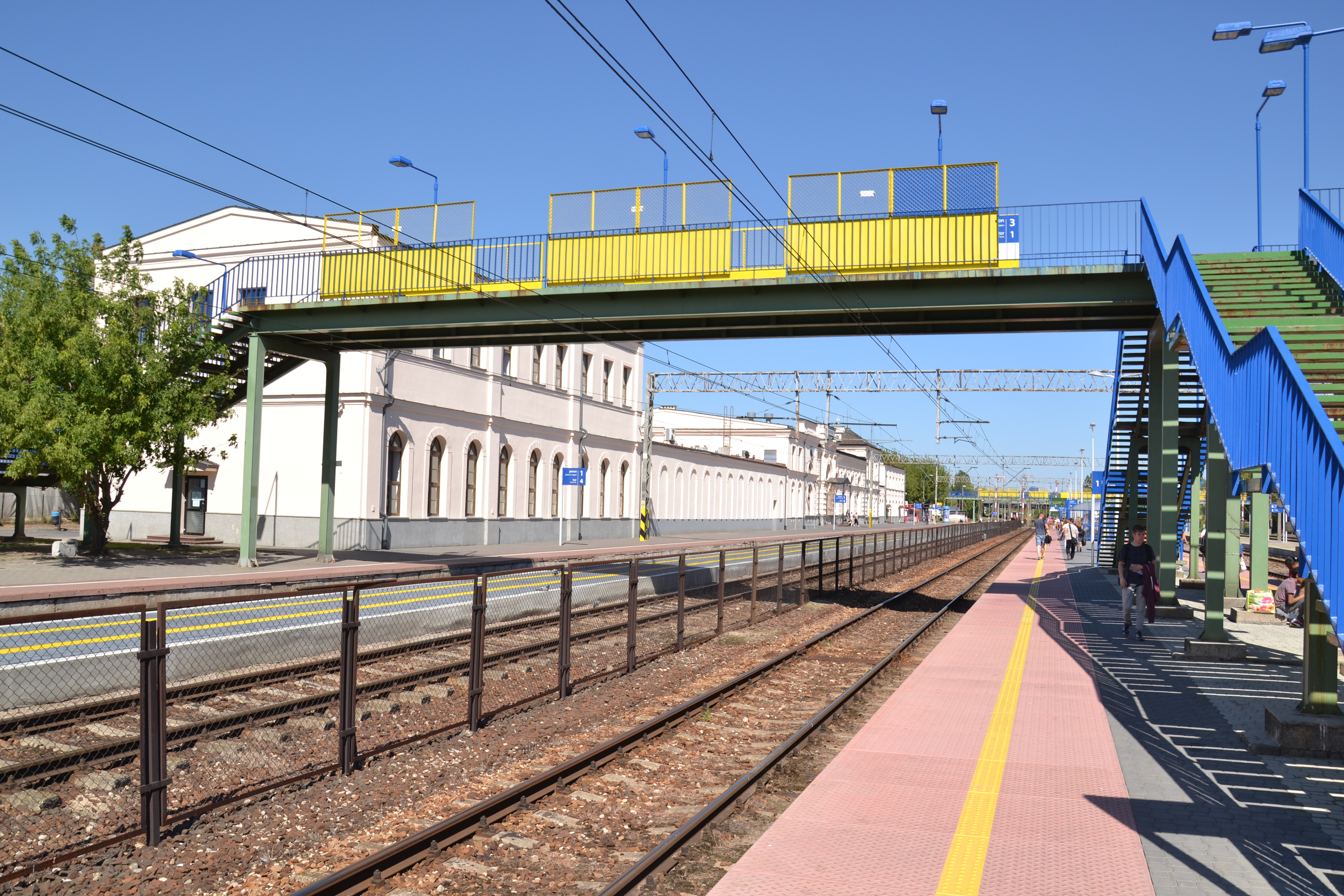
Przejście nad torami
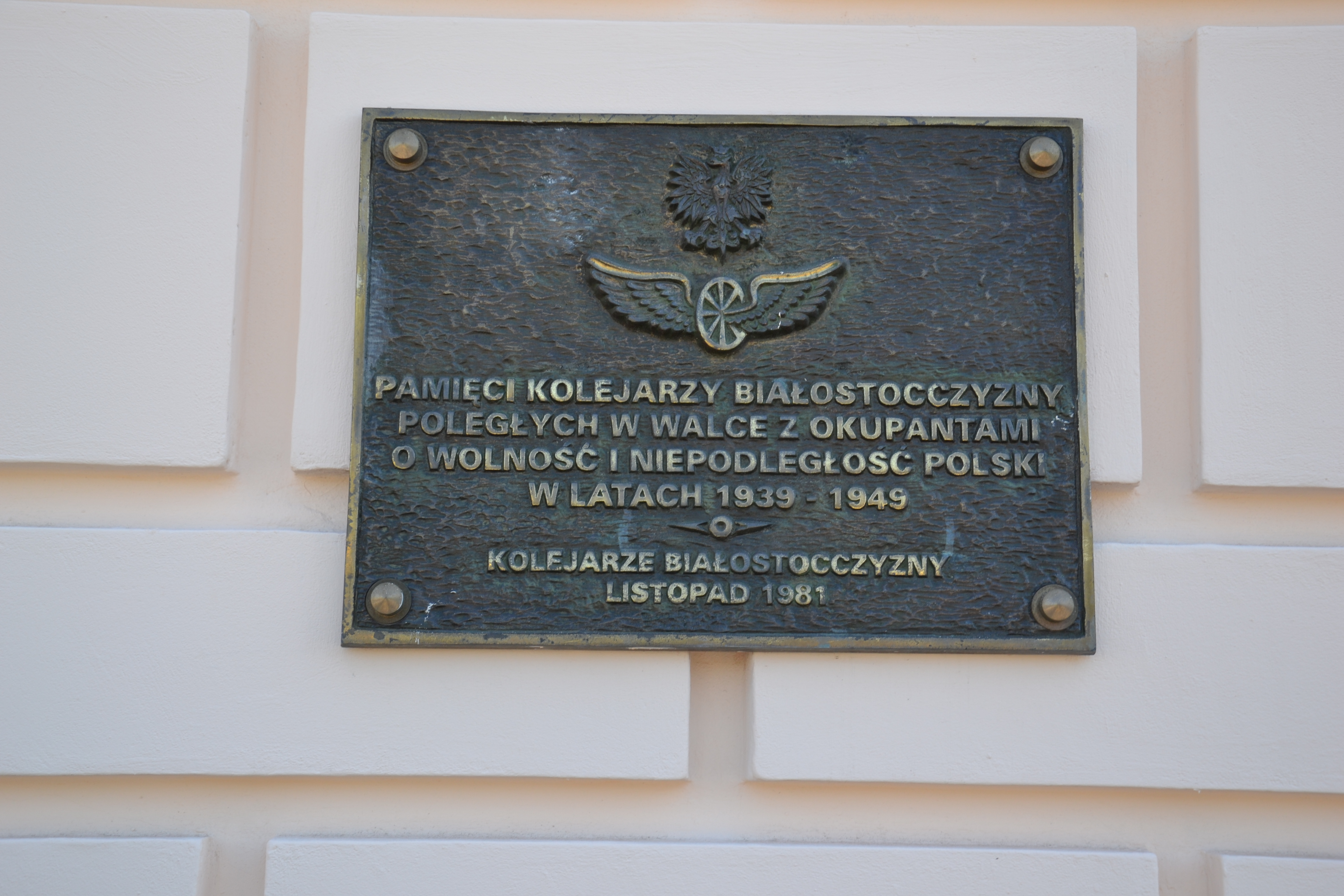
Tablica "Pamięci Kolejarzy Białostocczyzny"
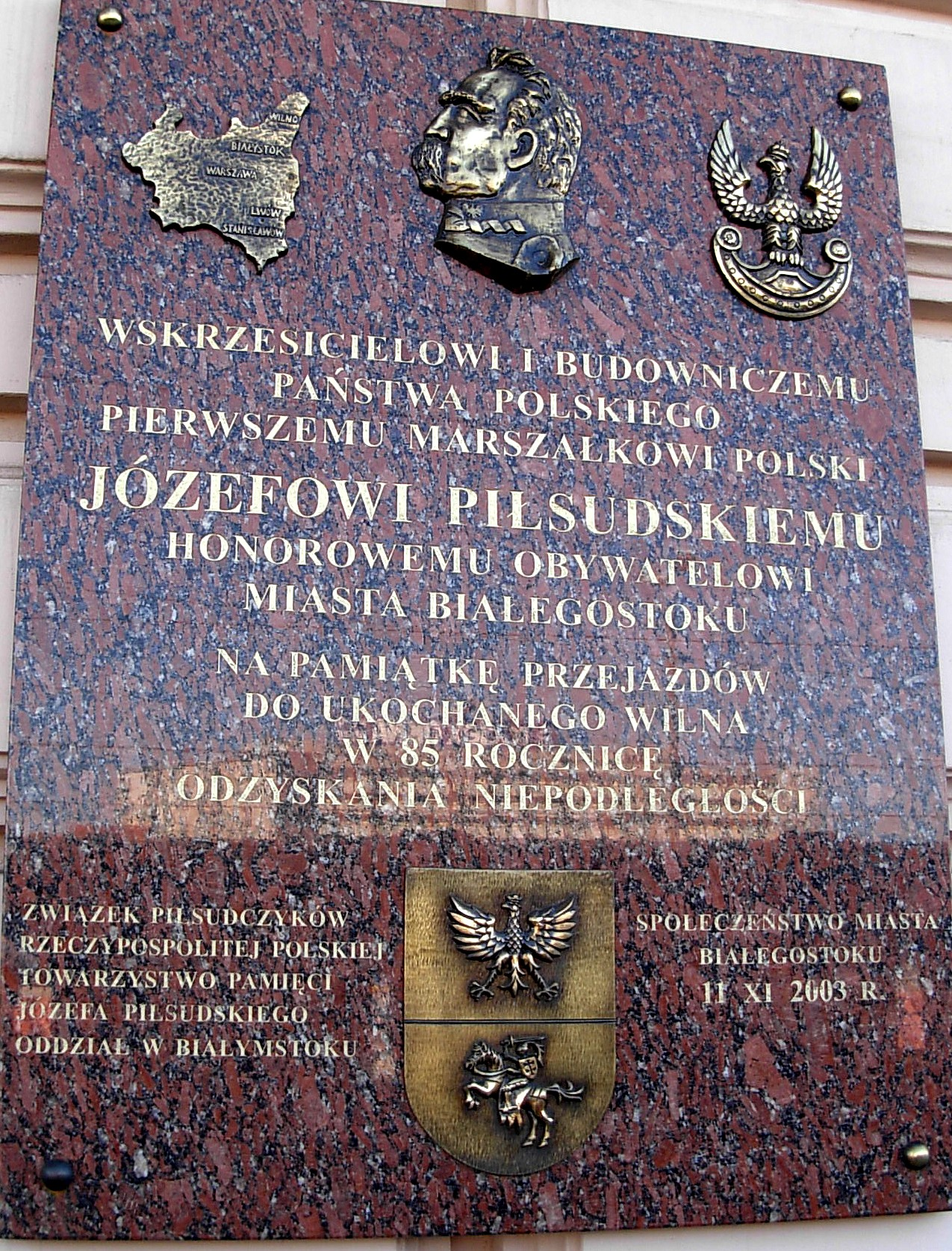
Tablica, upamiętniająca podróże kolejowe Józefa Piłsudskiego do Wilna
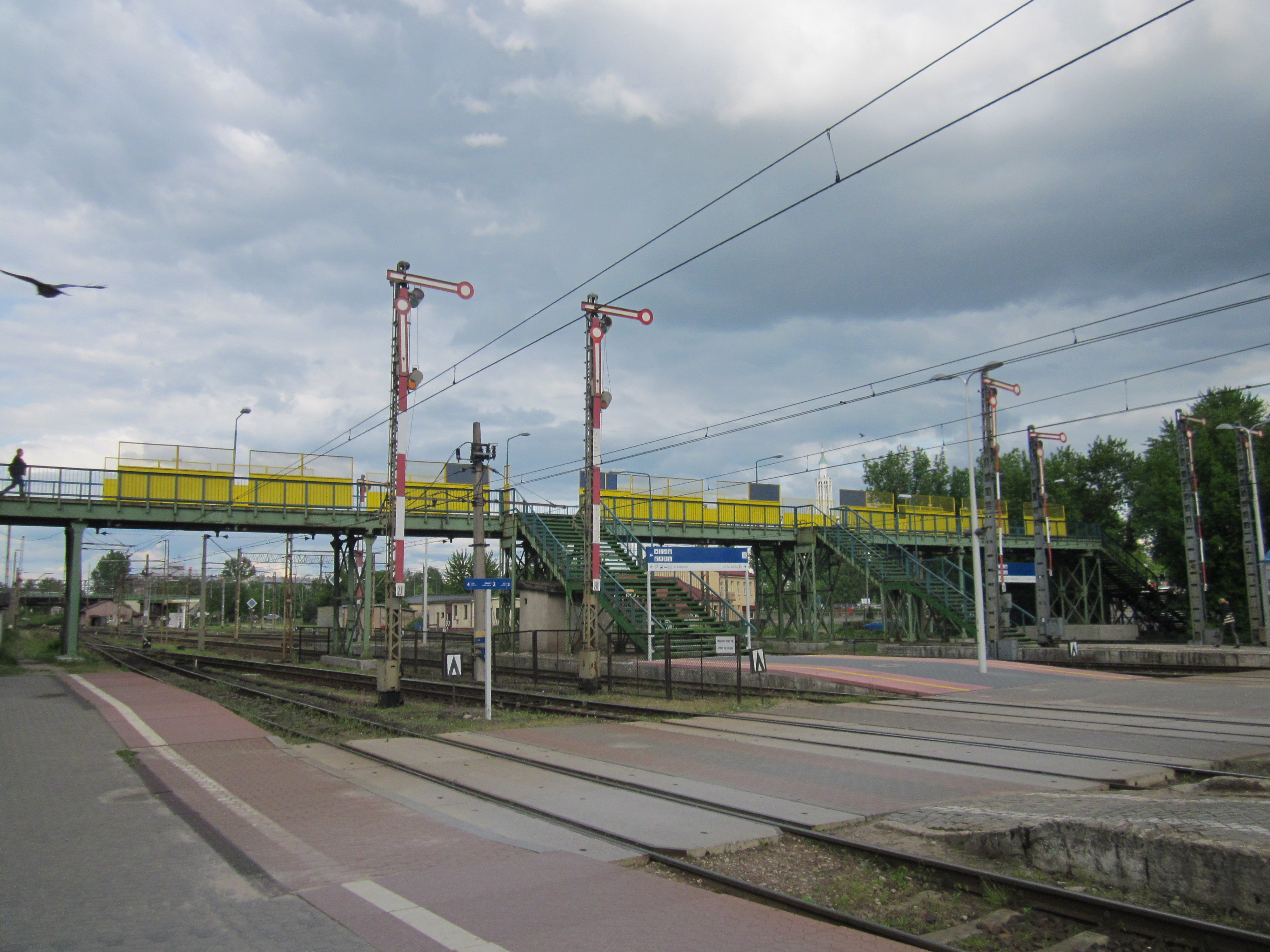
Sygnalizacja kształtowa na stacji.
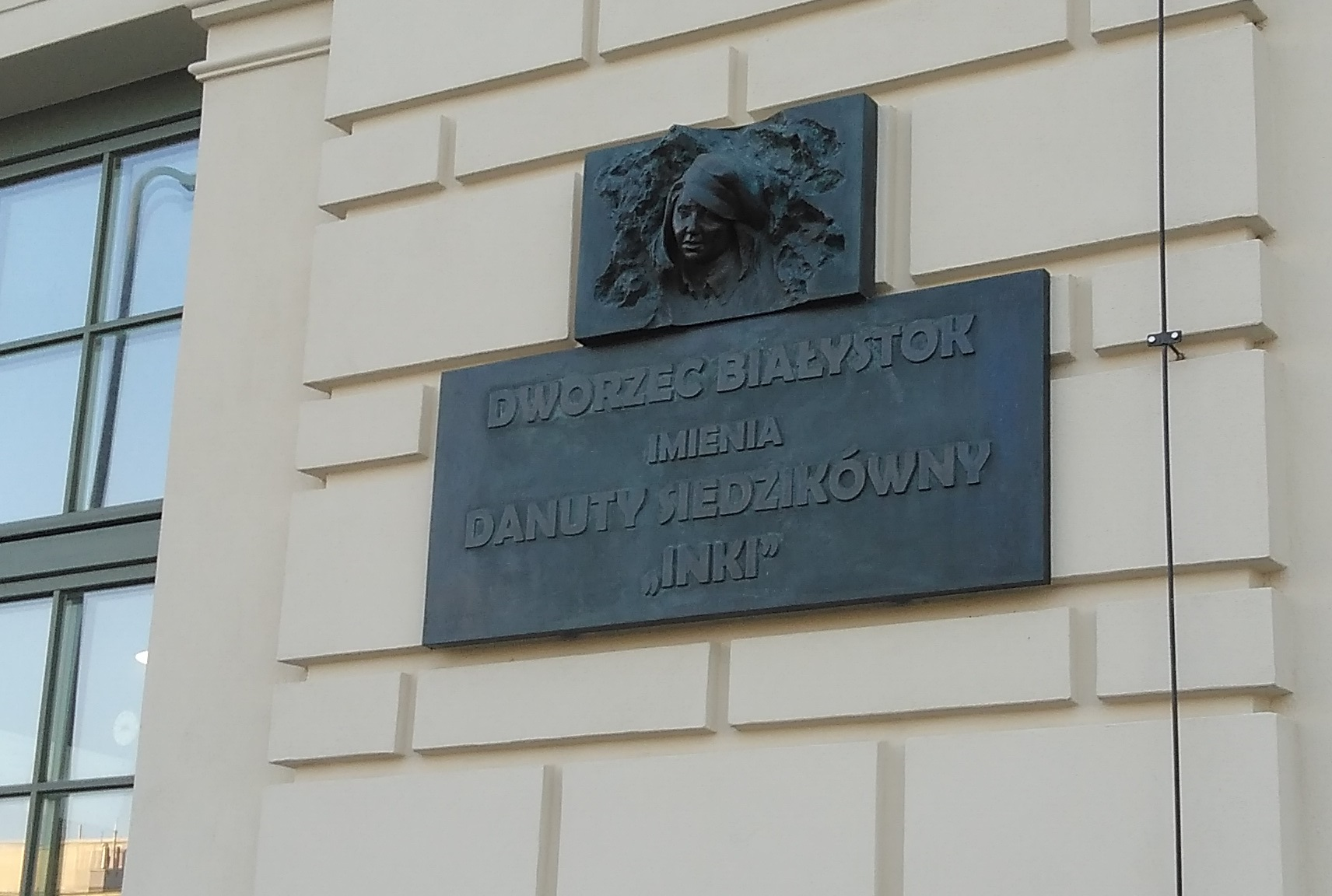
Tablica upamiętniająca patronkę (2024)

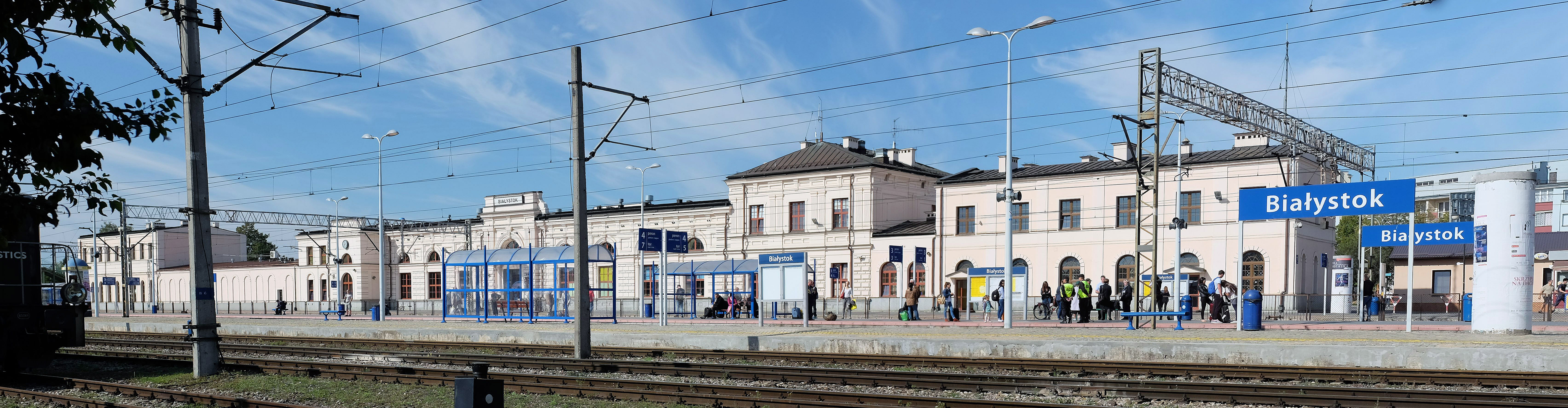
Panorama dworca